# Campeonato de Rugby 1899 (Argentina)
La Copa Campeonato de Rugby de 1899, oficialmente Rugby Cup Championship, es la 1.ª edición del máximo torneo de rugby 15 masculino de la River Plate Rugby Union. Se disputó entre el 21 de mayo y el 30 de julio.
Se consagró campeón el Lomas Athletic Club, al vencer por 3 a 0 en la final al Rosario Athletic Club.

## Equipos participantes
| Equipo       | Ciudad          |
| ------------ | --------------- |
| Belgrano     | Buenos Aires    |
| Buenos Aires | Buenos Aires    |
| Flores       | Buenos Aires    |
| Lomas        | Lomas de Zamora |
| Rosario      | Rosario         |

### Renuncias
| Equipo     | Ciudad     |
| ---------- | ---------- |
| Montevideo | Montevideo |

## Clasificación
| Equipo       |
| ------------ |
| Lomas        |
| Buenos Aires |
| Belgrano     |
| Flores       |

|  | Clasificado a semifinales. |

## Fase final
|  | Semifinales  | Semifinales |       |         | Final | Final |  |
|  |              |             |       |         |       |       |  |
|  |              |             |       |         |       |       |  |
|  | Rosario      | 11          |       |         |       |       |  |
|  | Rosario      | 11          |       |         |       |       |  |
|  | Buenos Aires | 0           |       |         |       |       |  |
|  | Buenos Aires | 0           |       | Rosario | 0     |       |  |
|  |              |             |       | Rosario | 0     |       |  |
|  |              |             | Lomas | 3       |       |       |  |
|  | Lomas        | 16          | Lomas | 3       |       |       |  |
|  | Lomas        | 16          |       |         |       |       |  |
|  | Belgrano     | 0           |       |         |       |       |  |
|  | Belgrano     | 0           |       |         |       |       |  |
|  |              |             |       |         |       |       |  |